# Emblème du Qatar

Emblème du Qatar

L'emblème du Qatar représente entourant un boutre voguant, avec deux palmiers sur une rive à senestre, le tout souligné de deux cimeterress croisés, le tout de la couleur pourpre du drapeau national. Il est introduit officiellement en 2022 .

## Historique
L'emblème en usage jusqu'en 2022 montrait un disque d'or avec deux cimeterres croisés à leurs manches, entourant un boutre, un navire traditionnel, avec deux palmiers; le tout entouré par les couleurs du drapeau national sur quel était écrit en arabe, la dénomination officielle du pays :دولة القطر (Dawlat Qatar), ainsi que sa traduction en anglais State of Qatar, les deux signifiant respectivement "Etat du Qatar". Il fut introduit officiellement en 1976.

Emblème du Qatar de 1976 à 2022